# Episodi di Avengers Assemble (seconda stagione)
La seconda stagione della serie televisiva a cartoni animati Avengers Assemble è trasmessa negli Stati Uniti d'America da Disney XD a partire dal 28 settembre 2014, mentre in Italia viene trasmessa da Disney XD a partire dal 27 aprile 2015.
| nº | Titolo originale          | Titolo italiano                       | Prima TV originale | Prima TV Italia  |
| -- | ------------------------- | ------------------------------------- | ------------------ | ---------------- |
| 27 | The Arsenal               | Arsenal                               | 28 settembre 2014  | 27 aprile 2015   |
| 28 | Thanos Rising             | La minaccia di Thanos                 | 5 ottobre 2014     | 28 aprile 2015   |
| 29 | Valhalla Can Wait         | Il Valhalla può attendere             | 12 ottobre 2014    | 29 aprile 2015   |
| 30 | Ghosts of the Past        | Fantasmi del passato                  | 26 ottobre 2014    | 30 aprile 2015   |
| 31 | Beneath the Surface       | Sotto la superficie                   | 2 novembre 2014    | 5 maggio 2015    |
| 32 | Nighthawk                 | Nottolone                             | 9 novembre 2014    | 6 maggio 2015    |
| 33 | The Age of Tony Stark     | L'età di Tony Stark                   | 16 novembre 2014   | 7 maggio 2015    |
| 34 | Head to Head              | Testa a testa                         | 25 gennaio 2015    | 8 maggio 2015    |
| 35 | The Dark Avengers         | Gli Avengers oscuri                   | 1 febbraio 2015    | 11 maggio 2015   |
| 36 | Back to the Learning Hall | Ritorno all'Istituto di apprendimento | 8 febbraio 2015    | 12 maggio 2015   |
| 37 | Downgraded                | I Nix dell'Ombra                      | 15 febbraio 2015   | 26 ottobre 2015  |
| 38 | Widow's Run               | La fuga di Vedova                     | 22 febbraio 2015   | 27 ottobre 2015  |
| 39 | Thanos Triumphant         | Il trionfo di Thanos                  | 1 marzo 2015       | 28 ottobre 2015  |
| 40 | Crack in the System       | Errore nel sistema                    | 12 aprile 2015     | 29 ottobre 2015  |
| 41 | Avengers Disassembled     | La squadra si divide                  | 19 aprile 2015     | 30 ottobre 2015  |
| 42 | Small Time Heroes         | Il ritorno di M.O.D.O.K.              | 26 aprile 2015     | 18 luglio 2015   |
| 43 | Secret Avengers           | Avengers segreti                      | 28 aprile 2015     | 2 novembre 2015  |
| 44 | The Ultron Outbreak       | L'attacco di Ultron                   | 10 maggio 2015     | 3 novembre 2015  |
| 45 | The New Guy               | Un nuovo Avenger                      | 17 maggio 2015     | 4 novembre 2015  |
| 46 | Terminal Velocity         | Una montagna di energia               | 5 luglio 2015      | 5 novembre 2015  |
| 47 | Spectrums                 | Vincere le proprie paure              | 12 luglio 2015     | 6 novembre 2015  |
| 48 | Midgard Crisis            | Il giuramento del guerriero           | 19 luglio 2015     | 9 novembre 2015  |
| 49 | Avengers' Last Stand (1)  | Lo Squadrone Supremo                  | 26 luglio 2015     | 10 novembre 2015 |
| 50 | Avengers Underground (2)  | Avengers al centro della Terra        | 2 agosto 2015      | 11 novembre 2015 |
| 51 | New Frontiers (1)         | Nuove frontiere                       | 13 settembre 2015  | 12 novembre 2015 |
| 52 | Avengers Worlds (2)       | Il mondo degli Avengers               | 20 settembre 2015  | 13 novembre 2015 |

## Arsenal

### Trama
Dopo la caduta della Cabala, gli Avengers si riuniscono per fermare dei robot alieni, e scoprono che una navetta spaziale è atterrata proprio in quella zona: dentro la navetta c'era Teschio Rosso, con in mano la gemma dell'infinito. Capitan America la tocca accidentalmente, ed ha una visione di Thanos che ha in mano la gemma e distrugge la Terra.

## La minaccia di Thanos

### Trama
Thor e Iron Man vengono mandati per sconfiggere il malvagio Demolitore, che sta attaccando una base dello S.H.I.E.L.D.,per avere tutta l'energia della base, per essere più forte,ma i due riescono a sconfiggerlo.tornati all'AvengersTower, tony sta testando Arsenal per riscaldare il suo potenziamneto.intanto vedova nera sta tentando senza successo di avere da Teschio Rosso informazioni su thanos,ma all'improvviso uno dei seguaci di thanos l'Osservatore, arriva sulla terra e afferma agli avengers che thanos sta arrivando, cosi' gli avengers volano nello spazio per fermare thanos.Tony, Hawkeye, Vedova Nera e Arsenal entrano nella base di thanos per testare un piano alternativo, mentre Captain America, Falcon, Hulk e Thor tentano di fermare thanos,ma si scopre che thanos e'molto potente e invincibile e sconfigge gli avengers uno dopo l'altro,ma in quel momento, tony, hawkeye e vedova nera partono su tre navette, e thanos gli insegue.in realta' il piano era di far distrarre thanos.intanto thanos voltandosi le spalle, arsenal esplode, facendolo entrare nell'iperspazio.sulla terra, tony cercera' in ogni modo per ricostruire il suo amico artificiale.

## Il Valhalla può attendere

### Trama
Approfittando della loro rivalità Loki riesce a intrappolare Hulk e Thor nel Valhalla.

## Fantasmi del passato

### Trama
Alla Avengers Tower Vedova Nera tenta di scoprire da Teschio Rosso informazioni su Thanos; improvvisamente tutto diventa buio, e Teschio Rosso viene catturato da una misteriosa ombra. Capitan America capisce subito che quell'ombra è quella del suo ex-amico Bucky Barners, ora diventato l'assassino Soldato D'Inverno, che ha ricevuto l'ordine di eliminare Capitan America.

## Sotto la superficie

### Trama
Vedova Nera e Hawkeye vengono mandati a scoprire l'antica leggenda di una corona marina; i due scoprono che un inviato di Attuma vuole la corona per regnare su tutti i mari.

## Nottolone

### Trama
Gli Avengers vengono sconfitti da un nuovo e misterioso criminale di nome Nottolone, tranne Falcon, che viene rapito dal criminale, ma Falcon riesce a liberarsi, e sconfigge nottolone, consegnandolo allo S.H.I.E.L.D., ma nottolone riesce a liberarsi grazie all'aiuto di Hyperion, e i due scappano per riformare lo Squadrone Supremo.

## L'età di Tony Stark

### Trama
Mentre stanno cercando le gemme dell'infinito, una delle gemme cade all'improvviso dal cielo, e si collega al reattore Arc di Tony Stark: si tratta della gemma del tempo, che fa tornare Tony all'età di 18 anni.

## Testa a testa

### Trama
Mentre stanno combattendo con l'AIM, alcuni agenti dello S.H.I.E.L.D catturano gli Avengers, perché sono controllati da MODOK con la gemma della mente. Gli Avengers, nel tentativo di fermarlo, si scambiano le menti.

## Gli Avengers oscuri

### Trama
In una dimensione alternativa creata dalla Gemma della Mente, gli Avengers sono i cattivi mentre lo Squadrone Supremo è formato da eroi.

## Ritorno all'Istituto di apprendimento

### Trama
Thor, Hulk e Hawkeye si separano dal gruppo, perché a causa della gemma dello spazio vengono spediti su Asgard come piano di vendetta di Loki dal Valhalla, che è tornato con il suo esercito di non morti.

## I Nix dell'Ombra

### Trama
Finito in una dimensione alternativa insieme a Hawkeye, Falcon tenta di sopravvivere e dimostrare a tutti che anche senza la sua tecnologia è capace di sconfiggere dei mostri oscuri chiamati I Nix dell'Ombra. Intanto sulla Terra gli altri Avengers tentano di respingerli, e Falcon incontra la regina di quella dimensione.

## La fuga di Vedova

### Trama
Alla Avengers-Tower, Vedova Nera e Thor progettano di scappare per prendere le gemme dell'infinito e portarle su Asgard al sicuro.

## Il trionfo di Thanos

### Trama
Thanos è tornato e vuole distruggere la Terra con le gemme dell'infinito, ma gli Avengers vogliono impedire il suo piano affrontandolo in un epico scontro: riescono ad abbatterlo e a consegnarlo allo S.H.I.E.L.D., ma Captain America scopre che Thanos non è del tutto sconfitto.

## Errore nel sistema
Gli Avengers festeggiano la sconfitta di Thanos con un banchetto, a eccezione di Capitan America, il quale cerca di prevedere la prossima mossa di Ultron, l'intelligenza artificiale usata contro Thanos. Iron-Man gli mostra allora l'Ultron-Detector, un dispositivo in grado di rilevarlo, e che quindi possono prevedere facilmente la prossima mossa del droide. Capitan America acconsente finalmente a festeggiare, ma proprio in quel momento un robot gigante a forma di ragno attacca l'Avengers Tower, e gli Avengers intervengono per fermarlo, riuscendoci distruggendogli le zampe.
Tuttavia Iron-Man è convinto che non si tratta di Ultron, e infatti Jarvis non lo rileva; Falcon allora scannerizza il dispositivo e scopre che in realtà il colpevole è Justin Hammer. Gli Avengers si dirigono alla Hammer Industries, dove il malvagio scienziato li attacca con un esercito di robot; anche Hammer scende in campo, protetto con una super-armatura. Tuttavia Hammer rivela di non essere lui a pilotare i robot, ma di essere loro prigioniero, e infatti l'armatura in cui risiede si è animata da sola. Thor allora distrugge tutto l'esercito con i suoi fulmini e Iron-Man libera Hammer, e grazie alle informazioni ricavate capisce che i robot provengono da una base segreta abbandonata posta su un'isola deserta. 
Nonostante Iron-Man continui a negare di aver rilevato Ultron sull'isola, Capitan America comincia ad avere dei sospetti; anche Vedova Nera è convinta che ci sia Ultron dietro l'attacco. Iron-Man, di canto suo, spera di trovare un modo per salvare Arsenal, poiché è la più grande invenzione di suo padre e non vuole perderla; Capitan America, per rincuorarlo, afferma che conosceva bene Howard Stark e che Tony è molto simile a lui.
Gli Avengers raggiungono l'isola, dove però sono attaccati proprio da Ultron, che ha eluso l'Ultron-Detector e che si è connesso alla prigione per usare le sue difese contro di loro. Capitan America però capisce che Iron-Man sapeva in realtà tutto, ma che ha preferito tenere tutti all'oscuro. Mentre gli Avengers combattono le difese, Iron-Man si dirige alla base per affrontare Ultron e applicargli l'Ultron-Destroyer, un dispositivo in grado di distruggere Ultron e Arsenal; tuttavia all'interno è attaccato da dei robot, che lo mettono presto ad strette. Gli Avengers però sopraggiungono appena in tempo e sconfiggono i robot; Ultron allora scende in campo e Iron-Man lo affronta, ma il virus gli toglie l'Ultron-Destroyer e lo intrappola. Gli Avengers intervengono per aiutarlo, ma vengono anch'essi facilmente respinti. Iron-Man però si libera disattivando l'armatura e gli applica l'Ultron-Destroyer.
Tuttavia Iron-Man usa il dispositivo solo al 95%, per mettere KO il virus finché non troverà il modo di salvare Arsenal. Arsenal per qualche secondo si riattiva, ma viene presto nuovamente soggiogato da Ultron, il quale è riuscito a sopravvivere all'Ultron-Destroyer. Ultron così fugge attivando l'autodistruzione dell'isola,  costringendo anche gli Avengers alla fuga.
Tornati all'Avengers Tower, Capitan America si infuria con Iron-Man perché non ha condiviso i suoi sospetti con gli Avengers, e si dimette dalla squadra, affermando di non avere fiducia in Tony Stark.

## La squadra si divide
L'Adattoide attacca la fabbrica Roxon, dove si costruiscono armi e robot, e gli Avengers intervengono per fermarlo con l'aiuto di Spider-Man (arruolato da Iron-Man per sostituire Capitan America), ma il robot si rivela comunque troppo forte. Anche Capitan America (che ora lavora per lo SHIELD) interviene sul posto, e insieme agli Avengers utilizza la loro segreta, ossia Spider-Man (che è l'unico che l'Adattoide non può replicare, poiché i suoi poteri sono interni e non esterni al corpo) che lo imprigiona nelle sue tele.
Il robot si rivela però essere un Ultron ancora più potente, che ha preso il controllo dell'Adattoide per infiltrarsi alla Roxon; inoltre Iron-Man sapeva tutto, in quanto era certo che il virus volesse un esercito, e ciò fa nascere molti dissapori all'interno della squadra. Usando la voce di Capitan America fa intervenire gli LMD (soldati robotici dello SHIELD) e ne prende il controllo scatenandoli contro gli Avengers, e poi fa crollare l'intero palazzo nel tentativo di seppellirli. Tuttavia i supereroi sopravvivono grazie a Spider-Man, che usa le ragnatele per fermare i detriti.
Ultron allora usa nuovamente la voce di Capitan America per contattare Nick Fury e imbrogliarlo raccontandogli che gli LMD hanno assunto l'aspetto degli Avengers. Lo SHIELD allora si dirige alla Roxon con il Trivelivolo e scatena tutte le sue forze su di loro. Nick Fury decide di distruggerli con dei missili, ma poi nota lo stile di combattimento di Spider-Man e capisce di essere stato imbrogliato; ormai è però troppo tardi e i missili vengono lanciati, ma gli Avengers riescono a fuggire.
Iron-Man allora prepara un'astuta trappola: abbassando le difese della Avengers Tower, invoglia Ultron a prenderne il controllo, per poi imprigionarli in una gabbia di energia. Sfortunatamente però Ultron era in realtà un LMD camuffato, e il vero Ultron attacca la torre prendendo il controllo di Jarvis, delle armature di Iron-Man e del Jet degli Avengers. Falcon riesce tuttavia a disattivare le armature, ma Ultron si inserisce nella rete satellitare per far cadere i satelliti artificiali sulle più grandi città del mondo. Iron-Man allora decide di attivare il Protocollo Finale: ordina agli Avengers di uscire dalla torre, per poi farla esplodere distruggendo Jarvis, la rete e apparentemente anche Ultron. 
Iron-Man si salva, ma Capitan America lo accusa che ancora una volta ha messo in pericolo la sua squadra per i suoi desideri personali. Spider-Man, spazientito, si licenzia e afferma che né Iron-Man né Capitan America sono adatti al ruolo di leader e che quest'ultimo non può lasciare la squadra. Capitan America capisce che Spider-Man ha ragione, così propone agli Avengers di venire con lui; solo Thor e Hawkeye rimangono così con Iron-Man, mentre Hulk, Falcon e Vedova Nera si uniscono allo SHIELD. Tuttavia Iron-Man ha ancora speranza di riunire la squadra.
Nella scena finale Ultron, sopravvissuto, osserva la scena da uno dei satelliti in orbita e afferma che era proprio quella la fase uno del suo piano: la cosiddetta "Avengers Disassemble", che consisteva appunto di dividere i supereroi facendogli perdere la fiducia in Tony Stark.

## Il ritorno di M.O.D.O.K.
Iron-Man, Thor e Hawkeye cercando di ricostruire l'Avengers Tower, quando l'uomo Assorbente attacca un convoglio dello SHIELD. I tre allora intervengono per fermarlo, e dopo un breve combattimento ottengono la vittoria. Titania però libera l'uomo Assorbente, costringendo gli Avengers a combatterlo di nuovo, e l'armatura di Iron-Man, già semidistrutta dall'esplosione della Avengers Tower, subisce gravi danni. Inoltre, senza più la tecnologia di cui disponeva prima, Tony non può più ricostruirla.
Iron-Man decide allora di chiedere aiuto a Falcon e, durante un giro di perlustrazione, lo incontra in volo e gli chiede di tornare negli Avengers, ma Falcon declina l'offerta. Poco dopo l'armatura di Iron-Man si guasta e il supereroe precipita, salvandosi all'ultimo momento. Tornato alla torre con un taxi, Iron-Man decide di chiedere aiuto a un suo vecchio amico.
Insieme a Hawkeye e Thor si dirige allora in un prato fuori città, dove incontrano Ant-Man, un supereroe in grado di comunicare con gli insetti e di rimpicciolirsi, e Iron-Man gli chiede aiuto per riparare la sua armatura. Poco dopo alcuni agenti dell'HYDRA attaccano gli Avengers e rubano alcune microparticelle, ossia la sostanza che permette a Ant-Man di rimpicciolirsi, per poi fuggire. Ant-Man porta allora gli Avengers nel suo laboratorio (in realtà un formicaio) dove Joy (un computer simile a Jarvis ma più "giovane") ripara l'armatura di Iron-Man. Poco dopo Ant-Man rintraccia l'HYDRA e insieme agli Avengers parte per fermarli.
I quattro scoprono che dietro a tutto c'è in realtà Modok, il quale ha rubato le particelle per accrescere le dimensioni del resto del suo corpo (poiché non può più fare affidamento sulla tecnologia per reggere la sua pesantissima testa, dato che Ultron è a piede libero). Poco dopo Modok si trasforma in un gigante e attacca gli Avengers, e Iron-Man per fermarlo lo fa cadere su dei tralicci; tuttavia l'elettricità non fa che accrescere la forza di Modok, poiché le particelle assorbono energia. Intenzionato a diventare ancora più forte, Modok attacca un Luna Park per assorbire tutta l'elettricità delle giostre. Gli Avengers allora intervengono per fermarlo, ma falliscono perché i loro attacchi non funzionano senza l'aiuto degli altri. 
Ant-Man allora propone un piano: così, mentre Thor e Ant-Man distraggono Modok insieme a un esercito di formiche, Iron-Man e Hawkeye (rimpiccioliti da Ant-Man) entrano nel suo cervello attraverso le orecchie e, mentre Hawkeye cattura le particelle, Iron-Man raggiunge il lobo frontale per distruggerlo. Tuttavia l'armatura di Iron-Man si guasta ancora una volta, e Tony è così costretto a usare un piano di riserva: consegna allora a Hawkeye un filo di rame, perché lo porti all'esterno, dove Thor lo fulmina facendo entrare l'elettricità nel cervello di Modok, dove Iron-Man diventa un parafulmine umano. Il piano funziona e Modok torna ad essere quello di sempre, mentre Iron-Man fugge appena in tempo dal suo cervello.
Iron-Man propone ad Ant-Man di diventare un Avengers, e questi accetta con gratitudine. Poiché non possono più fidarsi dello SHIELD, gli Avengers abbandonano Modok nel Luna Park e avvertono Nick Fury con una telefonata anonima; il direttore dello SHIELD però si accorge di ciò e, convinto che gli Avengers siano più dannosi divisi, chiede a Capitan America, Vedova Nera, Falcon e Hulk di riunirsi con gli altri.

## Avengers segreti
Capitan America, Vedova Nera e Falcon, che ora lavorano per lo SHIELD, attaccano una base dell'HYDRA per recuperare una chiave in grado di scatenare una potentissima fonte di energia. Tuttavia sono presto messi alle strette dai robot dell'agenzia nazista, ma sono salvati da Hulk. Capitan America non riesce comunque a recuperare la chiave, che viene rubata dal supercriminale Crimson Dynamo.
Tornati sul Trivelivolo, Nick Fury ordina agli agenti di recuperare la chiave prima che Dynamo la porti alla base della Winter Guard, un'agenzia di supercriminali composte da Stella Nera, Guardiano, Mostrorso e Crimson Dynamo. Capitan America, Hulk, Vedova Nera e Falcon si dirigono allora verso le montagne, dove Dynamo è stato intercettato da Zard; la criminale viene sconfitta, ma il combattimento fa crollare un ponte mettendo le persone in pericolo; gli ex-Avengers abbandonano allora la missione per salvare tutti, permettendo a Dynamo di fuggire.
Nick Fury è furioso, ma Vedova Nera rivela di aver impiantato un segnalatore su Dynamo, e che quindi possono inseguirlo. Gli ex-Avengers si recano così in Canada, dove però cadano in una trappola di Dynamo, che gli fa crollare addosso una valanga, stordendoli e catturandoli tutti, a eccezione solo di Hulk.
Dynamo porta gli ex-Avengers alla base della Winter Guard, dove vengono imprigionati, mentre i membri dell'agenzia si preparano ad aprire la fonte di energia. Ma ciò in realtà è un trucco di Capitan America, poiché nella valanga era riuscito a stordire Dynamo e a sostituirlo con Hulk; dopo essersi liberati, gli ex-Avengers preparano un attacco a sorpresa,  ma il vero Dynamo ritorna e smaschera Hulk, costringendoli ad intervenire. La battaglia però divelte le fondamenta della base, che inizia a sprofondare verso un villaggio sottostante.
Gli ex-Avengers decidono di salvare le persone, pur sapendo che così la Winter Guard potrà fuggire; Falcon e Vedova Nera fermano allora i detriti, mentre Capitan America e Hulk trattengono l'edificio. La base continua però a sprofondare ma, inaspettatamente, la Winter Guard interviene ad aiutarli: mentre Guardiano e Mostrorso aiutano Capitan America e Hulk, Stella Nera impedisce con i suoi poteri che la base crolli e Dynamo porta Falcon dalla fonte di energia, poiché Falcon è certo di poterla usare per fermare l'edificio. La fonte di energia si rivela però essere un uomo, membro della Winter Guard: l'Uomo Radioattivo, il quale utilizza l'energia gamma di Hulk per lequifare l'edificio, salvando così il villaggio.
Mentre l'Uomo Radioattivo si riunisce con la Winter Guard, gli ex-Avengers si recano sul Trivelivolo per dire a Nick Fury che non apprezzano il suo modo di comandare, in quanto li considera sue pedine; Nick Fury afferma che non sapeva che la fonte di energia era una persona e giura che d'ora in poi ci saranno cambiamenti. Poco dopo illustra ad Hulk, Capitan America, Vedova Nera e Falcon il loro prossimo obbiettivo: fermare gli Avengers di Iron-Man, che a detta di Nick Fury stanno causando sempre più danni nelle loro missioni.

## L'attacco di Ultron
Iron-Man rileva Ultron in una zona del parco e gli Avengers si recano lì per fermarlo, ma al suo posto trovano Capitan America e gli altri agenti SHIELD, intenzionati a portarli da Nick Fury. Mentre i due leader discutono piuttosto animatamente, Falcon nota alcune strane particelle in un laghetto e si dirige lì per controllare; tuttavia ciò è una trappola di Ultron, che infetta il supereroe con un virus che lo trasforma in una mezza macchina al suo servizio. Gli Avengers di Iron-Man e gli agenti SHIELD di Capitan America cercano di catturarlo, ma falliscono poiché entrambe le squadre si ostacolano a vicenda, permettendo così a Falcon di danneggiare parte dell'armatura di Tony Stark e di penetrare nella metropolitana, dove comincia ad infettare le altre persone. 
Gli Avengers e lo SHIELD decidono allora di collaborare, ottenendo buoni risultati, a eccezione proprio di Iron-Man e Capitan America che invece pretendono ciascuno che la squadra avversaria si ritiri. Uno degli infetti però fugge e comincia ad infettare anche il resto della città; Ant-Man allora cattura Falcon e lo porta nella sua base sottoterra nel tentativo di elaborare un antidoto. 
Iron-Man e Capitan America decidono di riunire le loro squadre, non riuscendo però a fermare l'avanzata di Ultron, così i due leader decidono di attaccare l'Avengers Tower per tentare di distruggere il virus che è ancora ospitato da Arsenal. Ultron però invia un falso messaggio di aiuto a Nick Fury, usando la voce di Capitan America, per impossessarsi del Trivelivolo; lo SHIELD cade nella trappola e il robot blocca le comunicazioni per impedire agli Avengers di avvertirlo. 
Tuttavia Ant-Man riesce a restituire a Falcon la sua mente, e questi ne approfitta per dettargli un antidoto; il supereroe lo prepara ma per guarire Falcon occorrono due dosi, ma questi si rifiuta prendendone solo una, così da poter controllare il virus, e avverte Nick Fury dell'inganno. 
Tuttavia il Trivelivolo è già sopra l'Avengers Tower e Ultron cerca di appropriarsene, così Iron-Man danneggia nuovamente la sua armatura (poiché il virus lo riconosceva grazie a quella) dando così a lui e a Capitan America il tempo di fuggire e di rifugiarsi sul Trivelivolo. Lì Tony illustra il suo piano: far salire Ultron sull'Astrovelivolo con lui per spedirlo contro il Sole, non rivelando però che nel farlo morirà anche lui. Ultron, attirato da Iron-Man, abbocca all'amo e Tony pilota l'Astrovelivolo verso lo spazio; il virus però gli ricorda che lui può salvarsi poiché le centinaia di persone infettate possono ospitarlo finché non avrà un nuovo corpo. Falcon sfrutta però il fatto di essere ancora in parte legato a lui per confinarlo nel corpo di Arsenal, guarendo così le persone e se stesso. 
Poiché Ultron potrebbe salvarsi utilizzando l'Astrovelivolo, Iron-Man sfrutta la poca energia rimasta nell'armatura per lanciare lui e se stesso contro il Sole. All'ultimo momento però Arsenal si libera dal controllo del virus e, dopo aver salutato Iron-Man per l'ultima volta, si getta sulla stella distruggendosi insieme a Ultron. Tuttavia anche Tony sta per essere fritto dal Sole, poiché non ha abbastanza energia per tornare indietro, e invia allora un messaggio agli Avengers per ringraziarli per essere stati una così buona squadra; all'ultimo momento viene però salvato da Thor, precipitatosi lì non appena sentito il messaggio, che lo riporta sulla Terra. 
Lì Capitan America, Hulk, Vedova Nera e Falcon dichiarano di essersi licenziati dallo SHIELD e gli Avengers così si riuniscono.

## Un nuovo Avenger
Il mostro mitologico Fin Fang Foom attacca New York cercando di distruggerla, ma viene fermato da Ant-Man che si trasforma in un gigante e lo rimpicciolisce chiudendolo in una provetta. Gli Avengers sono tutti felici del nuovo arrivato, ad eccezione di Hawkeye, che invece lo detesta perché non è in grado di fare gioco di squadra e perché anni prima lo stesso Ant-Man lo aveva tradito prima ancora che lavorasse per lo SHIELD. Capitan America allora si propone di addestrarlo a modo suo, con Hawkeye a fargli da giudice. Seppur rillutante, Occhio di Falco accetta. 
Capitan America, Hawkeye e Ant-Man si dirigono quindi sull'isola dei Mostri, dove si svolgerà il test di quest'ultimo. Dopo aver liberato Fin Fang Foom (ancora rimpicciolito ma per poco) l'esame ha inizio e Capitan America si dirige verso la prima postazione. Ant-Man e Hawkeye si trovano così ad affrontare molti pericoli, tra cui l'attacco di un gruppo di mostri; Occhio di Falco però capisce che le creature in realtà stavano scappando da qualcosa. Arrivati alla prima postazione infatti non trovano Capitan America, e scoprono grazie alle formiche che qualcosa lo ha rapito, che si rivelano essere i Senza-Mente, che non sono però controllati da Dormammu ma da Teschio Rosso, il quale, sapendo che Thanos tornerà, vuole utilizzare il potere del demone per ripararsi dalla sua furia. 
Teschio Rosso non ha però rinunciato alla sua vendetta, e infatti ha rapito Capitan America con l'intenzione di giustiziarlo; il soldato viene salvato da Ant-Man e Hawkeye, che finalmente riescono a fare gioco di squadra. Tuttavia i Senza-Mente intervengono a difesa del loro padrone, che attacca Capitan America e, dopo averlo messo al tappeto, utilizza una lancia contenente il potere di Dormammu per creare una cupola di energia intorno all'Isola dei Mostri, così da difendersi da Thanos. Fin Fang Foom riprende però le sue enormi dimensioni e distrugge i Senza-Mente e schiaccia Teschio Rosso, fermando così la cupola di energia. Capitan America, Hawkeye e Ant-Man tornano così a New York con Teschio Rosso prigioniero e Occhio di Falco che finalmente riconosce il nuovo arrivato come un Avenger.

## Una montagna di energia
Iron-Man vorrebbe recuperare un satellite per le telecomunicazioni degli Avengers per individuare la base dello Squadrone Supremo e invia Hulk e Thor a prenderlo, ma a causa della forza di Hulk la macchina ne esce un po' ammaccata. Poco dopo gli Avengers sono attaccati da Hyperion, il quale cerca di distruggerli con una bomba; Hulk però usa sé stesso come scudo, impedendo la distruzione della città, ma nel farlo distrugge il satellite impedendo ad Iron-Man di individuare la base dello Squadrone Supremo, e ad una provocazione di Hyperion fa anche cozzare gli Avengers sulle difese della torre, costringendo Iron-Man a disattivarle. Hyperion viene alla fine catturato da Ant-Man, che usa un esercito di formiche per farlo cadere in un Generatore di Stasi, una macchina di Iron-Man in grado di fermare il tempo.
Resosi conto che la squadra lo vede come un pericolo, Hulk cerca di diventare più calmo e gentile (cedendo addirittura i biscotti di Falcon), ma quando Hawkeye finisce il latte che lui voleva bere cede alla rabbia e lo insegue per tutta la torre, ma qualcuno lo colpisce a tradimento facendo cadere nella gabbia di Hyperion, liberandolo e costringendo gli Avengers a inseguirlo con il Quinjet. Quel qualcuno è in realtà Speed Demon, intrufolatosi nella torre quando Iron-Man aveva abbassato le difese, che dopo essersi rivelato ad Hulk sfrutta un nuovo congegno per farli entrare entrambi nel Tempo Accelerato, rendendoli così veloci che non si possono nemmeno vedere o sentire. Tuttavia anche le radiazioni gamma di Hulk accelerano, trasformandolo in una bomba gamma; Hulk sopraviverà, ma l'esplosione distruggerà New York.
Hulk, infuriato, lo insegue cercando di colpirlo, ma non riesce comunque a battere la velocità di Speed Demon. Intanto Jarvis nota lo sbalzo di energia gamma e avverte Iron-Man, unico Avengers rimasto nella torre, che rallentando le immagini delle riprese scopre che Speed Demon è nella torre. Intanto Speed Demon usa una chiavetta datagli da Nottolone per decriptare i file segreti degli Avengers, per poi continuare a cercare di innescare Hulk. Hulk è sul punto di esplodere, ma ha l'illuminazione: corre verso il Generatore di Stasi, facendosi inseguire, e lascia una traccia ad Iron-Man, che capisce tutto e lo attiva quando entrambi sono dentro. I due escono così dal Tempo Accelerato. Hulk è comunque sul punto di esplodere, ma ora con tutta quell'energia è veloce quanto Speed Demon e lo insegue per tutto il continente cercando di scaricarsi. 
Intanto gli Avengers sono attaccati da Hyperion che li intrappola in un tornado; Thor scende in campo nel tentativo di fermarlo, ma viene facilmente battuto. Hulk e Speed Demon però arrivano e il gigante di giada porta via sia lui che Hyperion, facendoli precipitare su un'isola deserta, dove finalmente esplode. Hyperion, tuttavia, viene salvato da Speed Demon. Hulk, dopo l'esplosione, sviene esausto.
Ritornati alla torre, Iron-Man si scusa con Hulk per non avergli creduto quando questi lo avevo avvertito dei suoi sospetti e gli assicura che la prossima volta ci sarà sempre. Hulk ne approfitta per costringerlo a comprare altro latte.
Intanto Speed Demon riporta Hyperion alla base dello Squadrone Supremo e consegna a Nottolone i file segreti degli Avengers.
Il più veloce componente dello Squadrone Supremo, Speed Demon, riesce a introdursi nella Torre degli Avengers. Sarà Hulk a dover tenere testa al super-sonico cattivo.

## Vincere le proprie paure
Per rimediare ai suoi vecchi errori Ant-Man affronta i suoi cattivi ex-alleati nel tentativo di farsi restituire gli armamenti, cercando però di temere la cosa all'oscuro degli Avengers. Tuttavia, dopo un discorso alquanto "acceso" con Whirlwind gli Avengers scoprono tutto, ma si offrono di aiutarlo.
Ant-Man allora decide di recarsi dal loro più pericoloso e misterioso nemico: il Dottor Spectrum, al quale aveva venduto un Aumentatore di Potenza per accrescere il suo potere. Va così da lui con Thor, Iron-Man e Capitan America, mentre gli altri si muniscono di tute da sommozzatore e si dirigono alla cittadella sommersa di Hyperion, nel tentativo di scoprire qualcosa di più sul Dottor Spectrum.
Arrivati al covo del Dottor Spectrum Ant-Man cerca di trovare una soluzione ragionevole, ma il cattivo non ne vuole sapere e cerca di eliminarli; nel tentativo di fermarlo, Iron-Man distrugge il Aumentatore di Potenza, ma anziché diminuire la sua forza aumenta smisuratamente. Il Dottor Spectrum ingaggia così un'epica battaglia con gli Avengers e usa il Prisma sulla sua mano destra per dare forma alle loro peggiori paure: Loki per Thor, Soldato d'Inverno per Capitan America e Ultron per Iron-Man. Gli Avengers riescono però a farli sparire perdonando sé stessi per i loro errori.
Intanto Falcon, Vedova Nera, Hawkeye e Hulk penetrano nella cittadella ancora intatta e scoprono grazie ad un video di parecchi anni prima che il Dottor Spectrum non è diventato malvagio per scelta ma per via del Prisma: infatti il suo nome è Neil e proviene dallo stesso pianeta di Hyperion e Nottolone, i quali hanno usato il Prisma per distruggerlo davanti ai suoi occhi. Giunto sulla Terra Neil si era fatto costruire il Aumentatore di Potenza non per accrescere il suo potere, bensì la sua forza di volontà per controllare il Prisma. Scioccato da questa rivelazione, Falcon cerca di scoprire di più, ma attiva involontariamente l'autodistruzione della navicella, che si allaga e costringe gli Avengers alla ritirata.
Intanto il Dottor Spectrum cerca invano di controllare il Prisma perché non distrugga la Terra, e alla fine ci riesce grazie al sostegno degli Avengers che riescono a staccarglielo dalla mano. Il supercattivo torna così ad essere Neil e si unisce allo SHIELD, ringraziando gli Avengers. Tuttavia, il Prisma ritorna da Nottolone, che lo usa per creare un corpo fittizio uguale al Dottor Spectrum nel quale il Prisma, ora dotato di volontà propria, può insediarsi.

## Il giuramento del guerriero
Allo zoo di Central Park alcuni animali si evolvono improvvisamente a creature ostili e pericolose e gli Avengers intervengono per fermarli; tuttavia mentre combatte contro alcuni leoni Thor viene aiutato da Zarda, che gli rivela di essere lì perché vuole aiutare gli animali. Iron-Man riesce a chiuderli tutti in una gabbia di energia e, dopo che sono tornati normali, Zarda fugge. 
Iron-Man, Vedova Nera e Falcon cercano di rintracciare Zarda, in quanto loro nemica, ma Thor è convinto che lei voglia lasciare lo Squadrone Supremo. Poiché Iron-Man non riesce a rintracciarla, Thor decide di cercsla da solo e si reca in Antartide, dove lui e la ragazza si allenano combattendo contro alcuni giganti di ghiaccio; Zarda afferma che Thor dovrebbe lasciare gli Avengers, in quanto lui è un dio e dovrebbe stare dalla parte dei più forti, ossia appunto lo Squadrone Supremo, ma Thor ribatte che gli Avengers combattono per un nobile scopo e che anche questo fa parte del codice del guerriero. Zarda allora porta Thor su un'isola creata da lei stessa, dove i due si allenano combattendo contro draghi e troll di pietra. 
Intanto alla torre Hulk è sempre più irrequieto perché teme che Zarda stia manipolando Thor; quando poi gigantesche onde anomale si abbattono sulla città, il golia verde capisce che la causa di ciò è proprio l'asgardiano, che con i colpi di Mjollnir scatena tsunami dall'isola di Zarda. Hulk allora si reca su una piattaforma petrolifera e non appena vede il martello Mjollnir che vola per tornare dal proprietario (in quanto per errore Thor lo aveva lanciato nell'oceano) si aggrappa ad esso, spera di riuscire a ritrovarlo.
Intanto Thor e Zarda si sfidano ad un duello e fanno una scommessa: il perdente dovrà lasciare la squadra a cui appartiene. Thor allora richiama Mjollnir, ma con esso arriva anche Hulk, che capisce le vere intenzioni della donna, ossia mettere l'asgardiano contro la sua stessa squadra. Infatti Thor, furioso che Hulk lo abbia seguito, lo attacca, ma riesce a rinvasivire grazie al golia verde che lo avverte degli atteggiamenti ambigui di Zarda; quest'ultima allora fa evolvere Hulk in un mostro con un incantesimo simile a quello usato allo zoo, e gli ordina di distruggere Thor, sperando che l'asgardiano liberi il guerriero che è in lui e si unisca a lei.
Intanto le onde anomale provocate dalle continue battaglie arrivano a New York, dove gli Avengers le fermano rimpicciolendole combinando i poteri di Iron-Man e Ant-Man. 
Dopo un breve combattimento, Thor si rifiuta di lottare ancora con Hulk, deciso di non fare del male al suo amico, e anche il gigante di giada rinsavisce parzialmente. Thor approfitta del momento per sconfiggere Zarda e spezzare il suo martello, annullando l'evoluzione di Hulk. La donna fugge allora con un'astronave invisibile e fa sprofondare l'isola. Thor cerca di salvare un coniglietto (unico essere vivente di tutto l'atollo), ma viene investito dalle acque insieme ad Hulk; entrambi sono però salvati da Iron-Man insieme al coniglietto.
Tornati alla torre degli Avengers, Hulk e Thor, da buoni amici, riprendono a giocare ai videogiochi, per poi dirigersi alla sala degli allenamenti lasciando il posto ad Hawkeye, che però trova il joystick completamente distrutto.
Intanto Zarda raggiunge Nottolone, che le rivela che il suo piano è ora pronto per essere attuato.

## Lo Squadrone Supremo
Iron-Man e Capitan America ritornano alla cittadella di Hyperion, ora completamente allagata, nel tentativo di riattivarla e scoprire grazie alla sua banca dati i piani di Nottolone, restando perennemente in contatto con gli altri Avengers. Improvvisamente, però, le comunicazioni si interrompono e i due leader scompaiono dal radar.
Falcon allora diventa il nuovo capo e guida una spedizione nel tentativo di salvarli, ma mentre si dirigono alla cittadella con il Quinjet gli Avengers vengono attaccati dallo Squadrone Supremo al completo, che rivelano di aver ucciso Capitan America e Iron-Man. Dopodiché Nottolone usa un dispositivo di sua invenzione per teletrasportare gli Avengers e lo Squadrone Supremo in luoghi diversi.
Hawkeye, Thor e Ant-Man finiscono in una vecchia fabbrica abbandonata con Speed Demon e il Dottor Spectrum, Vedova Nera e Hulk in una landa ghiacciata con Zarda e Hyperion e Falcon a New York insieme a Nottolone. Sotto i consigli di Falcon, Thor scatena una tempesta di vento su Speed Demon, bloccandolo, e Hawkeye lo congela con una delle sue frecce, mentre Ant-Man sconfigge il Dottor Spectrum e la sua peggiore paura (che consiste in Abbol, il migliore amico formica di Ant-Man, che questi schiacciò per errore) distruggendo il generatore della fabbrica e scatenando un sovraccarico che manda in tilt il Prisma del Dottor Spectrum. Vedova Nera intanto usa l'elettricità contro Zarda, mentre Hulk malmena Hyperion a suon di pugni. Tuttavia Nottolone usa i dati raccolti da Speed Demon per trasformare l'Avengers Tower in un portale per spedire New York in un'altra dimensione e distrugge le ali di Falcon, ma questi riesce a rubargli il teletrasporto e riporta gli Avengers a New York, ma anche lo Squadrone Supremo ritorna e, ripresosi, fa man forte a Nottolone.
Falcon allora decide di modificare le mosse degli Avengers: Thor e Hawkeye combinano fulmini e frecce per mandare in tilt il Dottor Spectrum, Hulk usa le armi di Falcon contro Speed Demon, mandandolo a sbattere contro un muro, Ant-Man rimpicciolisce Hyperion e Thor lo spedisce in orbita, mentre Vedova Nera fulmina Zarda. Gli Avengers tornano così alla Avengers Tower e Thor apre un varco nella barriera di energia usando la forza del vento, e Ant-Man rimpicciolisce Falcon perché possa passare; all'interno Falcon, con l'aiuto di Jarvis, dirotta l'energia verso lo spazio, ma qualcosa ne devia la traiettoria, spedendola contro la cittadella di Hyperion, che si attiva e comincia a perforare la terra per distruggere New York.
Mentre Thor distrae lo Squadrone Supremo, gli Avengers entrano nella cittadella, dove scoprono che Capitan America ed Iron-Man sono vivi e imprigionati; dopo averli liberati, Falcon scopre che il raggio della cittadella non sta distruggendo New York, ma sta assorbendo energia dal nucleo terrestre, dirottando la verso una cella da contenimento della nave. Poco dopo dalla cella si risveglia Nuke, un superalieno carico di energia nucleare, che era rimasto nel sonno criogenico fino ad allora. Infatti il piano di Nottolone era appunto usare gli Avengers per risvegliarlo. Falcon ordina a Thor si usare Mjollnir per distruggere la cittadella, ma ciò costa la vita agli Avengers all'interno. Solo Nuke sopravvive e si riunisce allo Squadrone Supremo, mentre Thor, ormai solo, viene sconfitto da Hyperion.
Lo Squadrone Supremo manda allora un messaggio al mondo intero, usando Thor come simbolo della sconfitta degli Avengers, e Nottolone libera un esercito di robot perché controllino l'intero pianeta. Tuttavia all'insaputa di tutti gli Avengers sono vivi, poiché Ant-Man li aveva rimpiccioliti in tempo, e di nascosto preparano un piano per sconfiggere lo Squadrone Supremo.

## Avengers al centro della Terra
Lo Squadrone Supremo prende il controllo della Terra catturando tutti gli eroi (Rulk, Spider-Man, il Dottor Strange, ecc.) e istituendo una vera e propria tirannia sotto i piedi di Nottolone, ma presto fra loro sorge una disputa, poiché non tutti amano i metodi di comando del leader; allora Nottolone, per distrarli, gli ordina di abbattere una fortezza dello SHIELD ancora fedele al vecchio governo per mostrare al mondo la loro forza.
Intanto all'insaputa dello Squadrone e del resto del mondo, gli Avengers si nascondono e segretamente proteggono le persone anticipando le mosse dei nemici con uno speciale apparecchio di Iron-Man, che permette loro di sentire i loro discorsi. Vengono così a sapere dell'imminente attacco e sgombrando la base prima che Hyperion e Zarda la distruggano.
Intanto nello Squadrone la situazione degenera: Nottolone ha infatti scoperto che non c'erano forme di vita all'interno della base, e che quindi uno di loro deve aver raccontato in giro i loro piani, e i membri dello Squadrone si accusano così a vicenda. Consapevole di non poterli tenere a freno ancora a lungo, Nottolone gioca l'ultima carta: consegna un continente a ciascun membro perché ci regni sopra come meglio crede. Tuttavia è una truffa, poiché per lo Squadrone sarà dura controllare i propri territori senza i robot-sonda di Nottolone.
Speed Demon prende così il Sudamerica, Hyperion l'Europa, il Dottor Spectrum l'Australia, Zarda l'Antartide, Niuk l'Asia e Nottolone il Nordamerica. Iron-Man decide di sfruttare l'occasione per sconfiggerli e si reca alla torre, dove Thor si libera richiamando Mjollnir e sconfigge Nottolone, che cerca di avvertire gli altri ma non ci riesce poiché gli Avengers hanno bloccato le comunicazioni.
Contemporaneamente, Hawkeye raggiunge Speed Demon in Brasile e lo attira in una gabbia di energia, dove a tenergli compagnia c'è Hulk. Hawkeye strappa a Speed Demon la cintura della supervelocità e la consegna a Falcon.
Falcon e Thor si recano così in Antartide per catturare Zarda e, mentre il vichingo distrae la donna, Falcon le lega la cintura di Speed Demon alla vita; Zarda, incapace di controllarla, sfreccia fino in Asia dove Iron-Man sta distraendo Niuk. L'arrivo della donna spedisce sia lei che l'alieno in una gabbia di energia. Intanto Capitan America e Ant-Man con il Dottor Spectrum a Sidney e dopo averlo sconfitto, Capitan America si appropria del Prisma, riuscendo a controllarlo grazie all'Amplificatore di Potenza di Ant-Man, e lo usa per modificare la luce del Sole, rendendola blu; a Venezia Hyperion si accorge di ciò e scopre di aver perso i suoi poteri, poiché derivano dalla luce gialla delle stelle, e indifeso viene sconfitto da Vedova Nera.
Nottolone però si riprende e usa un teletrasporto per riportare a New York Niuk e Hyperion; a quel punto i due alieni tradiscono Niuk e lo usano come una fonte di energia, prosciugandolo e uccidendolo, cosicché Hyperion riacquisisca e amplifichi i suoi poteri; rinvigorito, l'alieno scava un tunnel e si prepara a raggiungere il centro della Terra per fare esplodere il pianeta insieme agli Avengers, mentre Nottolone scappa con un'astronave per raggiungere un altro mondo da assoggettare. Viene però inseguito da Iron-Man che, dopo un iniziale svantaggio, lo fa precipitare.
Intanto gli Avengers inseguono Hyperion e riescono a "scaricarlo" facendogli usare tutta la sua energia contro di loro e contro un esercito di formiche, opportunamente chiamato da Ant-Man. Non appena l'alieno cade a terra senza più forze, Hulk e Thor ne approfittano per riempirlo di pugni. Gli Avengers tornano in superficie proprio quando Iron-Man e Nottolone stanno per schiantarsi accanto alla Avengers Tower, e Thor salva entrambi fermando la corsa della navicella. Nottolone viene poi battuto definitivamente da Falcon e Iron-Man.
Dopo aver consegnato i cattivi allo SHIELD, gli Avengers distruggono la "S" che lo Squadrone Supremo aveva attaccato alla Avengers Tower e la sostituiscono con la loro "A".

## Nuove frontiere

### Trama
Thanos viene liberato dalla centrale di massima sicurezza galattica, dove riesce a riottenere il potere delle gemme dell'infinito. Gli Avengers tentano di abbatterlo ancora una volta, ma Thanos attacca una razza aliena chiamata Mykapi; gli Avengers riescono a salvarli, salvando al contempo l'intero universo.

## Il mondo degli Avengers

### Trama
Gli Avengers tentano di fermare Thanos con l'aiuto del loro nuovo alleato Ant-Man, ma Thanos riesce a sconfiggerli uno dopo l'altro. Tutti i terrestri però si ribellano, e dicono di essere anche loro degli Avengers. Intanto vedova nera cerca di unirsi con i signori del governo sul potenziale, e così Thanos viene nuovamente distrutto. Gli Avengers possono festeggiare la vittoria, mentre Tony è in cerca di nuovi eroi che possano diventare Avengers.